# Marimar (2007)
Marimar é uma telenovela produzida pela rede filipino GMA Network em parceria com a rede mexicana Televisa, estrelada por Marian Rivera e Dingdong Dantes. Baseada no texto original de Inés Rodena, foi adaptada por Migue Bento , Punio Denoy e Kit-Villanueva Langit e dirigida por Joyce E. Bernal e Alejandre Mac.

## Produção
A transmissão da versão original de Marimar nas Filipinas protagonizada por Thalía e Eduardo Capetillo no ano de 1994 foi um grande sucesso, chegando a parar uma guerra para exibição do último capítulo, assim abrindo as portas para vários sucessos da televisão mexicana.
O Casting para escolher a protagonista começou no inicio de 2007 e contou com várias candidatas, no final só ficaram 15 de onde a escolhida foi Marian Rivera. Algumas atrizes que participaram do teste conseguiram papeis coadjuvantes na novela.

## Enredo
Gustavo Aldama, um empresário rico, casa com uma mulher chamada Lupita apesar da desaprovação da mãe. As coisas se complicam quando Lupita tem uma filha e a chama de Marimar. Dolores, mãe de Gustavo, acreditando que Lupita se casou com seu filho por dinheiro, faz de tudo para separar os dois. Dolores droga Lupita e contrata um homem, para fazer paracer que ela estava traindo Gustavo.  Gustavo cai na armação da mãe e fica arrasado ao descobrir Lupita "dormindo" com outro homem. Dolores, então, pede a Lupita deixar os seus bens e nunca mais voltar. Porém, Gustavo descobre a armação da mãe, mas já é tarde demais, pois foge e Gustavo jamais a encontra.
Sete anos se passam e Gustavo é herdeiro de tudo e descobre o paredeiro de Lupita. Gustavo não perde tempo e vai se reunir com sua família. Lupita consegue perdoar Gustavo, para felicidade de Marimar que está muito feliz de finalmente conhecer o pai. No caminho de volta para casa, o avião em que a família está cai no mar e Marimar separa de seus pais. Gustavo mais uma vez, perde a família, ele tinha tentado tão difícil de reconstruir. Lupita mais tarde é encontrada morta, mas Marimar nunca é encontrada.
Marimar é lavada pelo mar a uma ilha próxima. Ela é encontrada por um casal sem filhos, Cruz Lola e Pancho Lolo, e ao descobrir que Marimar sofre de amnésia decidem criá-la como neta. Lola Cruz a chama de Marimar depois de ver o nome no colar de Marimar. Marimar conhece uma jovem chamada Angelika e elas se tornam amigas. No entanto, Marimar e Angelika começam a brigar e Angelika cai  quebrando o braço, culpando Marimar pelo incidente. 
Marimar então cresce em uma mulher inocente e ingênua, que tem a vida transformada quando conhece, se apaixona, e concorda em casar-se com Sergio Santibañez, que só quer se casar com Marimar para se vingar do pai, Renato e sua namorada Angelika, ex-amiga de infância de Marimar, que se tornou sua nova madrasta. Marimar é então submetida à crueldade de Angelika na mansão Santibañez. 
Depois de ser muito humilhada e de perder seu avós num incêndio ordenado por Angelica, Marimar decide deixar San Martin de la Costa mesmo estando grávida. Marimar muda seu nome para Bella e meses depois dá a luz a uma menina. Marimar descobre sua origem rica e usa todo seu poder e influência para fazer a familia Satibañes sofrer e pagar por todo mal que a fizeram.

## Elenco
- Marian Rivera é Marimar Perez-Santibañez/Bella Aldama/Marimar Aldama Santibanez
- Dingdong Dantes é Sergio Santibañez
- Katrina Halili é Angélica Santibañez/Angélica Aldama
- Richard Gomez é Renato Santibañez
- Jestoni Alarcon é Don Gustavo Aldama
- Buboy Garrovillo é Padre Porres
- Gabby Eigenman é Nicandro
- Sheena Halili é Monica
- Manilyn Reynes é Corazon
- Mel Kimura é Perfecta
- Bianca King é Natalia Montenegro
- Marky Lopez é Arturo
- Bing Loyzaga é Tiya Esperanza Aldama
- Leo Martinez é Lolo Pancho Perez
- Rufa Mae Quinto é Voz de Fifi
- Nadine Samonte é Innocencia Del Castillo
- Caridad Sanchez é Lola Cruz Perez
- Mike Tan é Choi
- Michael V. é Voz de Fulgoso

## Prêmios
- 1st Filipino-American Visionary Awards (2008)
  - 2007 Melhor ator- Dingdong Dantes
  - 2007 Melhor atriz - Marian Rivera
- 4th USTv Students' Choice Awards (2008)
  - Melhor serie
  - Melhor ator em serie/drama - Dingdong Dantes
  - Melhor atriz em serie/drama - Marian Rivera
- 38th Box-Office Entertainment Awards (2008)
  - Melhor programa de Tv - Marimar
  - Melhor Diretor - Mac Alejandre & Joyce Bernal
  - Revelação Feminina -Marian Rivera [1]
  - Phenomenal TV Star - Marian Rivera
- Nickelodeon Kids’ Choice Awards Filipino (2008) - Melhor programa de TV - Marimar